# Richard zu Dohna-Schlobitten
Richard Wilhelm Ludwig, prince de Dohna-Schlobitten (en allemand : Richard Wilhelm Ludwig Fürst zu Dohna-Schlobitten), né le 17 août 1843 à Turin et mort le 21 août 1916 à Wilna (aujourd'hui Vilnius), est un militaire et homme politique prussien, confident de l'empereur Guillaume II.

## Biographie
Issue de la maison de Dohna, le burgrave et comte Richard est le fils de Richard Friedrich zu Dohna-Schlobitten (de) (1807–1894) et de Mathilde Friederike, comtesse de Truchsess zu Waldburg (1813–1858).
En 1861, il intègre l'Armée prussienne et participe à la guerre austro-prussienne et à la guerre de 1870 contre la France. En 1883, il prend congé en tant que major à la suite. Il devient ensuite maître-chasseur (de) de cour ; dans les années 1880, il noue des liens étroits avec le prince Guillaume, qui deviendra empereur. Il fait partie de l'arrondissement de Liebenberg (de), mené par Philipp zu Eulenburg.
Dohna siège à la Chambre des représentants de Prusse de 1890 à 1894. Il est aussi député au Reichstag de 1890 à 1893, puis de 1903 à 1906 et de 1907 à 1911, représentant la 1re circonscription du district de Dantzig puis la 4e circonscription du district de Königsberg pour le Parti conservateur allemand. Il devient membre héréditaire de la Chambre des seigneurs de Prusse en 1894, puis président du parlement provincial de Silésie (de) en 1909. Le 1er janvier 1900, il est fait prince héréditaire par l'empereur.
Dohna-Schlobitten est commandeur de l'ordre protestant de Saint-Jean pour la province de Prusse orientale et occidentale. Pendant la Première Guerre mondiale, il est colonel chargé de l'inspection des étapes au sein de la 10e armée.

## Famille
Il épouse le 20 juillet 1868 Amélie comtesse zu Dohna-Schlodien (1837-1906), une fille du lieutenant général prussien Emil zu Dohna-Schlodien (1805-1877). Le couple a quatre fils :
- Richard Emil (de) (1872-1918)
- Eberhard Bolko (1874-1886)
- Achatius Manfred (1875-1898)
- Hubertus Wilhelm (1876-1896)